# Phalaenoides
Phalaenoides là một chi bướm đêm thuộc họ Noctuidae.

## Các loài
- Phalaenoides glycinae – Australian Grapevine Moth Lewin, 1805
- Phalaenoides tristifica Hübner, 1818